# Pataki Dániel
Sárospataki Pataki Dániel (Kolozsvár, 1804. március 10. – Kolozsvár, 1871. január 11.) orvosdoktor, szülészmester, Erdély-részi országos főorvos.

## Élete
Pataki Sámuel protomedikus és Mauks Zsófia fia. Iskoláit a kolozsvári református főiskolában végezte s a jogi pályára lépett. 1823-ban a királyi főkormányszéknél gyakornok lett; utóbb az erdélyi királyi táblánál a hazai törvényekben gyakorlati jártasságot szerzett; ekkor legidősebb testvére Sámuel, aki Bécsben orvostanhallgató volt, 1820-ban, atyja pedig 1824-ben elhaláloztak; 12 erdélyi mágnás vállalkozott Pataki kitaníttatására, ha hajlandó lesz az orvosi pályára lépni, hogy az orvos Patakiak sora meg ne szakadjon; ezen felhívásnak engedve, Bécsben az orvosi tudományokat hallgatta s ott 1830-ban orvosdoktorrá és szülészmesterré avatták. 1831-ben Kolozsvárt kolerajárvány ütött ki; ezért sürgősen hazahívták és alkalma nyílt magát kitüntetni, úgy hogy az erdélyi főkormányszéki egészségügyi tanács tagjává nevezték ki. A szegény betegek gyógyítását és segítését egyik főfeladatának tekintette. 1839-ben a kolozsvári orvosok között szakegyletet szervezett, melynek időszaki ülésein szakértekezéseket olvastak fel és egyes kóreseteket megvitattak. 1850-ben törvényszéki, 1854-ben kerületi főorvossá s 1861-ben országos főorvossá és a királyi főkormányszéknél egészségügyi előadóvá nevezték ki; majd főkormányszéki tanácsos lett és a III. osztályú vaskoronarendet kapta. A szegényeket ingyen gyógyította s orvosságot is ingyen osztogatott, később, midőn sajátjából nem telt, a költséget gyűjtés útján fedezte; az így összegyűjtött alap 1900 táján is körülbelül 24 000 korona volt és a dr. Pataki Dániel-féle gyógyszeralap címet viselte. 1845-ben beutazta Németországot, Belgiumot, Francia- s Angolország egy részét. 1842-től több külföldi társaság, így a párizsi-, bécsi- és pesti orvosi társaság és a bécsi földtani társulat tagjának választotta. Ő volt az utolsó erdélyi országos főorvos.
Cikkei az Orvosi Tárban (1833. Erdélyi orvosegyesület), a Magyar Kurírban (1834. I. 13. sz. Erdélyi orvosok egyesülete Kolozsvárt), a Nemzeti Társalkodóban (1838. Orvosi értekezések: Az orvosi tudomány eredetéről, Mi legyen az igazi orvosi tudomány s mennyiben lehessen ebben bízni? Az orvos választásáról, Az orvosi viszonyokról 1839. II. 73. sz. A radnai borvíz), a M. orvosok és természetvizsgálók Munkálataiban (V. 1845. A bujakórnak vidékekbeni uralkodásáról, X. 1865. A bujakórról országos közegészségi szempontból, különös tekintettel Erdélyre), a Falusi Gazdában (1856. Kukoricza-termelés Erdélyben, A hamuzsír Erdélyben; 1857. Az erdélyi bivalytenyésztésről), a Közegészségi és törvényszéki Orvostanban (1866-67. Erdélyország kórházai).

## Munkái
- Dissertatio inaug. phys. medica de aere atmosphaerico. Vindobonae, 1830.
- A cholera Kolozsvárt. Kolozsvár, 1830.
- A terhesség, szülés, gyermekágy s gyermeki első kor rajza, életrendi szabályokkal. Uo. 1840. Két tábla melléklettel.
- Erdélyország kórházai az 1867. évben. Uo. 1868.